# District de Vasvár
Le district de Vasvár (en hongrois : Vasvári járás) est un des 7 districts du comitat de Vas en Hongrie. Il compte 13 623 habitants et rassemble 23 localités : 22 communes et une seule ville, Vasvár, son chef-lieu.
Cette entité existait déjà auparavant, jusqu'en 1969.

## Localités
- Alsóújlak
- Andrásfa
- Bérbaltavár
- Csehi
- Csehimindszent
- Csipkerek
- Egervölgy
- Gersekarát
- Győrvár
- Hegyhátszentpéter
- Kám
- Mikosszéplak
- Nagytilaj
- Olaszfa
- Oszkó
- Petőmihályfa
- Pácsony
- Püspökmolnári
- Rábahídvég
- Szemenye
- Sárfimizdó
- Telekes
- Vasvár